# لاندسبرگ آم لش
لاندسبرگ آم لش (به آلمانی: Landsberg am Lech) شهری است در ایالت بایرن در کشور آلمان واقع شده‌است.